# Trường Trung học và Cao đẳng Hakodate La Salle
Trường Trung học và Cao đẳng Hakodate La Salle (函館ラ・サール中学校・高等学校 (Hàm Quán La Salle trung học hiệu ・cao đẳng học hiệu) Hakodate ra sāru chūgakkō kōtō gakkō) là một trường trung học và cao đẳng kết hợp ở Hakodate, Hokkaidō, Nhật Bản.
Trường Trung học & Cao đẳng La Salle (thành phố Kagoshima, huyện Kagoshima) do Tu viện La Salle thành lập có mối quan hệ kết nghĩa học đường.

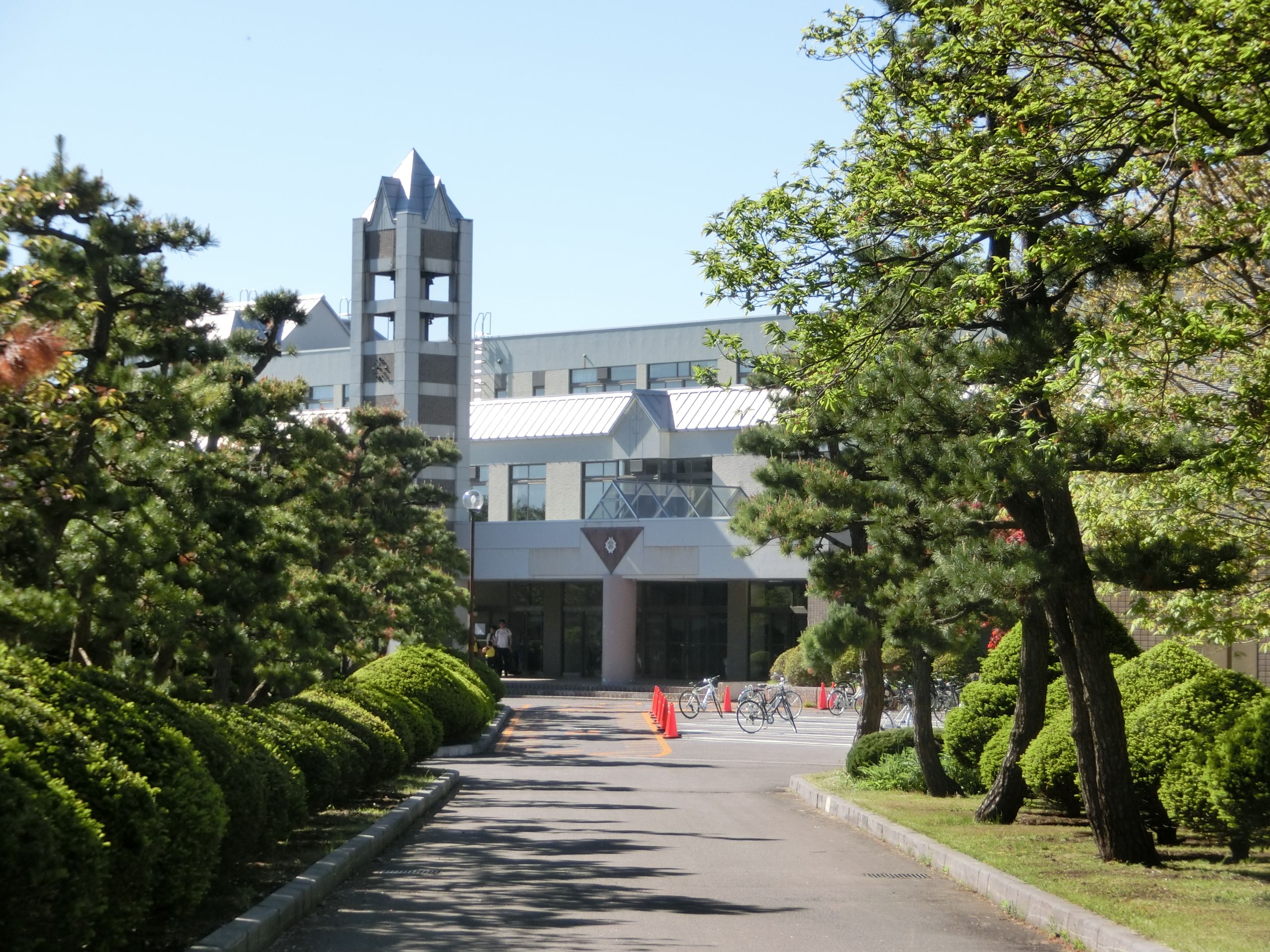
Trường Trung học và Cao đẳng Hakodate La Salle

liên_kết=https://ja.wikipedia.org/wiki/%E3%83%95%E3%82%A1%E3%82%A4%E3%83%AB:Hakodate_La-Salle003.JPG|nhỏ|220x220px|Tượng La Salle

## Tổng quan
Năm 1932 (năm Chiêu Hoà thứ 7), Tu viện La Salle đến Nhật Bản và dự định thành lập một trường học ở Hakodate. Khi trận Đại hỏa hoạn Hakodate bùng phát ở Sendai vào năm 1934, cả hội đã từ bỏ ý định thành lập trường học trong thành phố, rồi đến Honshu để lập trường dạy ngoại ngữ ở Sendai. Sau khi mở trường La Salle (Kagoshima) vào năm 1950 (năm Chiêu Hoà thứ 25), nó nhắm đến việc mở trường học ở Hakodate một lần nữa, và vào năm 1960 (năm Chiêu Hoà thứ 35), trường Cao đẳng Hakodate La Salle (函館ラ・サール高等学校) được thành lập tại đinh Hiyoshi, Hakodate, trên một cánh đồng lúa.
Năm 1999 (năm Bình Thành thứ 11), trường Trung học Hakodate La Salle mới được thành lập, trở thành một trường trung học - cao đẳng tổng hợp.
Trong kí túc xá, học sinh trung học được ở ba năm, và các học sinh trung học sẽ có năm đầu tiên ở trong "kí túc xá phòng lớn 50 người" duy nhất trên cả nước.
Kì thi đầu vào được tổ chức tại trường chính ở Hakodate, cũng như các địa điểm khác như Sapporo, Tōkyō, Ōsaka và Nagoya.

## Lịch sử
- 1959
  - Tháng 1 - Thông qua việc thành lập hội đồng trường Hakodate LaSalle Gakuen.
  - Tháng 10 - Trường trung học Hakodate La Salle mở cửa phê duyệt. Lễ nhậm chức hiệu trưởng đầu tiên, Anh Laurent Ruel.
- Tháng 4 năm 1960 - Khai trương trường cao đẳng Hakodate La Salle. Gồm 4 lớp học.
- Tháng 9 năm 1961 - Ông Maurice Picard được bổ nhiệm làm hiệu trưởng thứ hai.
- Tháng 8 năm 1964 - Hoàn thành khu kí túc xá đầu tiên.
- Tháng 10 năm 1965 - Mở rộng trường học (thư phòng, âm nhạc, phòng học xã hội, v.v.).
- Năm 1967
  - Tháng Giêng - Ông Henri Lacroix được bổ nhiệm làm hiệu trưởng thứ ba.
  - Tháng 8 - Nhà ăn học sinh được thành lập.
- Tháng 11 năm 1968 - Mở rộng khán phòng và phòng câu lạc bộ.
- Tháng 4 năm 1969 - tự do hóa việc đội mũ lưỡi trai.
- Tháng 4 năm 1993 - Nhậm chức hiệu trưởng thứ 4 là Ông Andre Labelle.
- Tháng 4 năm 1999 - Khai trương trường Trung học Hakodate La Salle.
- Tháng 4 năm 2004 - Nhậm chức hiệu trưởng thứ 5 là ông Fermin Martinez.
- Tháng 1 năm 2006 - Thực hiện một kì kiểm tra đầu vào giới thiệu cho kì thi tuyển sinh trung học.
- Tháng 10 năm 2010 - Kỉ niệm 50 năm ngày thành lập trường.
- Tháng 4 năm 2019 - Bổ nhiệm hiệu trưởng thứ 6 (hiệu trưởng hiện tại) Ông Rodrigo Televisionho.

## Chương trình giảng dạy

### Cơ quan
Trường Trung học gồm 3 lớp, mỗi lớp khoảng 80 học sinh. Trường cao đẳng bao gồm 6 lớp với khoảng 120 học sinh mỗi lớp, bao gồm cả những học sinh đăng kí từ trung học (học sinh trung học).
Trong một số trường hợp, số lớp học cho học sinh trung học bị thu hẹp xuống còn hai lớp.
Từ năm thứ hai trung học, lớp học trở thành một lớp hỗn hợp của học sinh trung học và học sinh cao đẳng, chia thành nhân văn và khoa học.

### Tham gia khóa học
Có 37 lớp trung học và 39 lớp cao đẳng mỗi tuần, và 4 lớp học được tổ chức vào thứ bảy hàng tuần.
Một tiết học là 45 phút. Thực hiện điểm danh sau giờ học. Điều này được cho là giúp học sinh có thể sử dụng thời gian một cách hiệu quả, đảm bảo thời gian cho các hoạt động của câu lạc bộ.
Ngay từ năm thứ hai trung học, chỉ có tiếng Anh và môn toán được dạy riêng cho cấp trung học và cao đẳng.

### Tôn giáo
Trường có một lớp “Đạo đức & Tôn giáo” mỗi tuần một lần cho đến năm thứ ba cao đẳng.
Các lớp học tôn giáo tại các trường truyền giáo thường dạy về Cơ đốc giáo, nhưng trường Hakodate LaSalle tập trung vào nhiều vấn đề khác nhau như phân biệt đối xử, chiến tranh, hòa bình, và các vấn đề khác đang diễn ra trên khắp thế giới.

## Kí túc xá

### Tính năng
Có kí túc xá bên cạnh khu trường học. Có gần 600 học sinh trung học và cao đẳng gộp lại, cùng sống trong một phòng lớn, cùng một quản lí kí túc xá chuyên phụ trách khu kí túc, và 15 giáo viên kí túc xá có giấy phép dạy học và cả các bà mẹ kí túc xá.

## Hoạt động ngoại khoá
Khuôn viên trường có hai nhà thi đấu đủ rộng để chứa hai sân bóng rổ. Một vòng của khuôn viên trường khoảng 1 km, và tất cả có thể chơi bóng chày, bóng đá, bóng bầu dục và quần vợt cùng một lúc.
Đối với hoạt động câu lạc bộ, trong khi không có một vài trường học xong cao đẳng, hầu hết học sinh trong câu lạc bộ thể thao của trường vẫn sẽ được tiếp tục cho đến khi học liên cấp cao đẳng.